# Christian Mentzel
Christian Mentzel (Fürstenwalde/Spree, 1622. június 15. – Berlin, 1701. január 27.) német orvos, botanikus, sinológus.

## Élete és munkássága

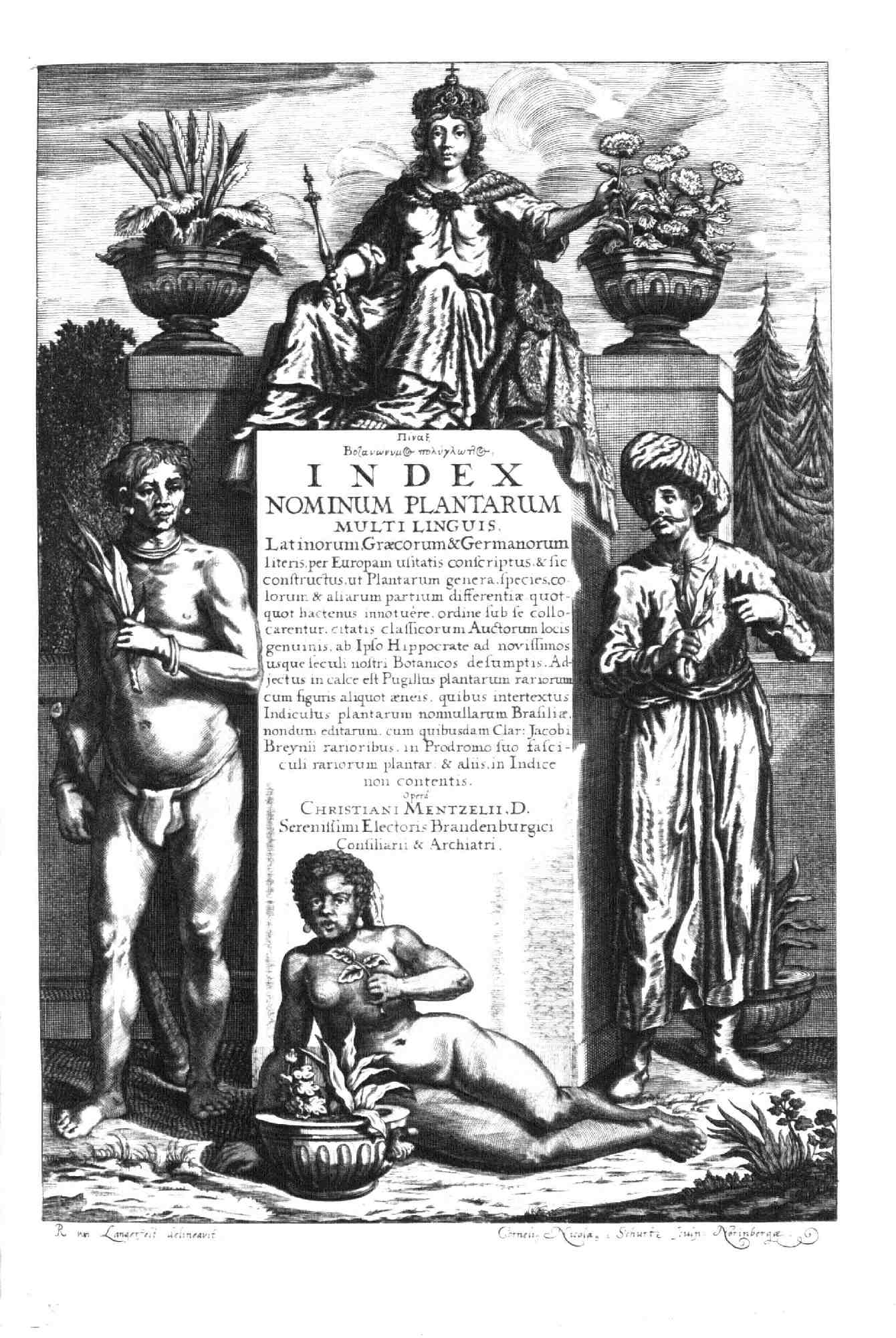
Mentzel Lexicon plantarum polyglottum universale (1682) című könyvének előlapja

Christian Mentzel Fürstenwalde város polgármesterének fiaként született. Frankfurtban és Königsbergben tanult orvosnak. Utazásokat tett Lengyelországban, Hollandiában, Olaszországban és Máltán, majd 1654-ben Padovában szerzett doktori fokozatot. Hazatérése Berlinben telepedett le, és általános orvosként dolgozott. 1658-ban Frigyes Vilmos brandenburgi választófejedelem személyes orvosa lett.
Mentzel orvosi tevékenysége mellett botanikával is foglalkozott. E téren főbb művei, a Catalogus plantarum circa Gedanum sponte nascentium és a Lexicon plantarum polyglottum universale 1682-ben jelentek meg, majd 1815-ben újra megjelentették mindkettőt. Szoros kapcsolatban állt az orientalista, sinológus Andreas Müller, és a kapcsolatot tartott a misszionárius Philippe Couplet-val. A velük való együttműködés gyümölcse az 1685-ben megjelent Sylloge Minutiarum Lexici Latino-Sinico-Characteristici című munkája, amely az első kínai írásjegy-szótár volt Európában. 1696-ban a kínai történelemről is készített egy átfogó jellegű, német nyelvű művet.
1675. február 18-án a Leopoldina tagjává választották..
Nevét a Mentzelia, egy, az amerikai kontinensen honos növénynemzettség őrzi.

## Főbb művei
- 1650: Centuria plantarum circa nobile Gedanum ad elenchum plantarum gedanensis dom. Nicolai Oelhafii. Dantisci, typis Andreae Hüenfeldi
- 1658: Catalogus plantarum circa Gedanum sponte nascendium. Dantisci: Typis Andreae Hüenfeldi, ss. 410?
- 1675: Lapis Bononiensis In obscuro lucens: collatus Cum Phosphoro Hermetico Clariss. Christiani Adolphi Balduini, cognomine Hermetis, &c. nuper edito, Et cunctis Naturae Indagatoribus ... Sumptibus Auctoris, 1675
- 1682: Index nominum plantarum multilinguis. Fol. Berol. Później jako: Lexicon plantarum polyglotton universale. Fol. Berol. 1696, 1715
- 1682: Pinax Botanōnymos Polyglōttos Katholikos: Diversis Terrarum, Gentiumque Linguis, quotquot ex Auctoribus ad singula Plantarum Nomina excerpi & iuxta seriem A.B.C. collocari potuerunt, ad Unum redactus... ; Characteribus Latinorum, Graecorum & Germanorum maxime per Europam usitatis conscriptus, & ita concinnatus, ut Plantarum Genera, Species, colorum & quarumvis partium differentiae, quotquot Eruditi ad hunc usque diem adnotarunt, ordine legitimo inter se collocarentur... Berolini: Auctor
- 1685: Sylloge Minutiarum Lexici Latino-Sinico-Characteristici: Observatione sedula ex Auctoribus & Lexicis Chinensium Characteristicis eruta, inque Specimen Primi Laboris ulterius exantlandi Erudito & Curioso Orbi exposita. Norimbergae
- 1696: Pinax Botanōnymos Polyglōttos Katholikos : Diversis Terrarum, vel Gentium Linguis, quotquot ex Auctoribus ad singula Plantarum Nomina excerpi & iuxta seriem A.B.C. collocari potuerunt, ad Unum redactus, Characteribus Latinorum, Graecorum & Germanorum maxime per Europam usitatis conscriptus, & ita concinnatus, ut Plantarum Genera, Species, colorum & quarumvis partium differentiae, quotquot Eruditi ad hunc usque diem adnotarunt, ordine legitimo inter se collocarentur... - Berolini: Rüdigerus
- 1696?: C. M. D. Ad Indicem Universalem Nominum Plantarum, Eiusque Pugillum Corollarium. Berolini: Rüdiger
- 1696: Kurtze Chinesische Chronologia oder Zeit-Register/ Aller Chinesischen Käyser : Von ihrem also vermeinten Anfang der Welt bis hieher zu unsern Zeiten/ des ... 1696sten Jahres ; In einer richtigen Ordnung von Jahren zu Jahren/ ... auch mit zween Chinesischen erklährten Tafeln der vornehmsten Geschichten von ihrem Anbeginn der Welt/ Gezogen aus der Chineser Kinder-Lehre Siao Ul Hio oder Lun genandt. Berlin: Rüdiger